# 이빨부리고래속
이빨부리고래속(Mesoplodon)은 부리고래과에 속하는 고래 속의 하나이다. 14종으로 이루어져 있으며, 가장 많은 종을 포함하고 있는 고래 속이다. 두 종은 비교적 최근의 1991년(피그미부리고래)과 2002년(페린부리고래)에 기술되었으며, 해양 생물학자들은 미래에 더 많은 종들이 발견될 것으로 추정하고 있다.

## 하위 종
- 헥토르부리고래 (Mesoplodon hectori)
- 트루부리고래 (Mesoplodon mirus)
- 제르베부리고래 (Mesoplodon europaeus)
- 소워비부리고래 또는 북대서양부리고래 (Mesoplodon bidens)
- 그레이부리고래 (Mesoplodon grayi)
- 꼬마부리고래 (Mesoplodon peruvianus)
- 앤드류부리고래 (Mesoplodon bowdoini)
- 부채이빨부리고래 또는 바아몬데부리고래 (Mesoplodon traversii)
- 허브부리고래 (Mesoplodon carlhubbsi)
- 은행이빨부리고래 (Mesoplodon ginkgodens)
- 큰이빨부리고래 (Mesoplodon stejnegeri)
- 끈모양이빨고래 (Mesoplodon layardii)
- 혹부리고래 (Mesoplodon densirostris)
- 페린부리고래 (Mesoplodon perrini)
- 데라냐갈라부리고래 (Mesoplodon hotaula)